# 馬里蘭會戰

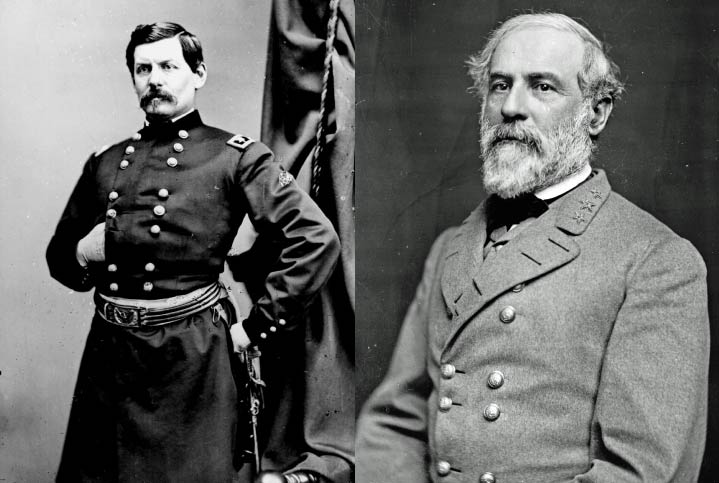
麦克莱伦与李将军

馬里蘭會戰（Maryland Campaign，又譯：馬里蘭戰役）是於1862年9月在馬里蘭州進行，南軍主要是由李將軍率領的北維吉尼亞軍團；而北軍為麥克萊倫的波多馬克軍團。此會戰中的安提頓戰役則成了南北戰爭中最血腥的“一日戰役”。

## 戰前
1862年，北軍在半島會戰中一度逼近維吉尼亞內陸的里奇蒙，但最終北軍被李將軍打退回維吉尼亞半島。其後李將軍發動北維吉尼亞會戰，打敗約翰·波普（John Pope）少將。

## 起因
李將軍為了將北軍完全趕出維吉尼亞州而決定發動馬里蘭會戰。
馬里蘭會戰同時可以威脅華盛頓特區和巴爾的摩；進入馬里蘭州和宾西法尼亚州則可以破壞巴爾的摩與俄亥俄鐵路，以切斷對華盛頓特區的援助。
另一方面，維吉尼亞的農場大都被戰火波及，但北方的農田則一直安然無恙，如果南軍入侵成功，就可以把北方農田的收成奪去，更可以使驚恐的人民逼林肯停戰。
其實，遠在歐洲的英國和法國雖不支持南方政府，但已經開始有些動搖，因為北軍一直無法獲得決定性的勝利。南方要是能夠再次重挫北軍，便有望得到英法兩國的支持。
香堤伊之役後兩天（9月3日），南軍從香堤伊向李斯堡推進，次日，北維吉尼亞軍團亦渡過波多馬克河進入李斯堡的兩座堡壘。9月7日，李將軍派主力大軍進入弗來德烈；而丹尼爾·哈威·希爾（Daniel Harvey Hill）、拉法葉·麥克羅斯（Lafayette McLaws）和約翰·葛林·華克（John Grimes Walker）所統率的數個師和兩個旅也前往援助李將軍的55,000名南軍，但援軍的總人數僅約9,000人。
北上的南軍很快就攻佔了數個村莊，但邦聯政府否認這是入侵，向人民解釋說這是為了進一步保護家園和國家；而在馬里蘭州的李將軍則透過遊說來爭取當地居民的支持。林肯被迫手忙腳亂地請度假中的麥克萊倫再上戰場。

## 南軍
南軍佔領錢伯斯堡後，詹姆士·朗斯特里特奉命向本斯波羅（Boonsboro）和黑格斯敦（Hagerstown）推進，而石牆傑克森則負責攻擊敵人的兵工廠——哈伯斯渡口；詹姆斯·史都華和丹尼爾·哈威·希爾就向南山推進。
但一開始，南軍的北上就不順利，十天內南軍總人數就下降至45,000人，而且有些南軍官兵不願北上入侵，因為他們參戰的目的只是保衛家園而已。後來尚在馬里蘭州的南軍開始生起病來，因為他們吃了未熟的食物，而且習慣了沒有穿鞋就上路，導致雙腳都被由硬石鋪成的道路弄傷。
李將軍的遊說也不成功，因為那些支持南方的馬里蘭州居民，老早就前去維吉尼亞州加入南軍，於是留在當地的人鮮少是南方的支持者。相反地，北方人已經迅速地組成了一支有50,000人的志願軍，而當地的教堂都號召人民反抗（但作用不大）。

## 北軍
充滿自信的麥克萊倫（他深信自己能夠對抗120,000南軍）率領87,000名北軍離開華盛頓。於9月13日，北軍到達弗來德烈，奇蹟似的發現了南軍的一些機密資料，包括南軍的軍力分佈和行蹤等，但麥克萊倫居然花了18小時去訂定新的作戰方案，浪費掉打敗李將軍的黃金機會。
9月13日，波多馬克軍團向南山推進，李將軍才得知自己的行動計畫已經洩露出去，於是急忙把所有部隊集結在夏普斯堡；而北維吉尼亞軍團就負責留守南山的通道。

## 戰役
1. 哈伯斯渡口之役（英语：Battle of Harpers Ferry） (9月12至15日)
2. 南山之役 (9月14日)
3. 安提坦戰役 (9月17日)
4. 雪柏鎮戰役 (9月19至20日)

## 會戰結束
南軍和李將軍都渡河回到維吉尼亞，結束了馬里蘭會戰；而充滿自信的麥克萊倫則令林肯失望，特別是在哈伯斯渡口之役中有超過12,000名北軍被俘，李將軍可以逃之夭夭的消息更是令林肯為之氣結，於是林肯解除了麥克萊倫的職務，由伯恩賽德接任波多馬克軍團司令。

## 其他
同年12月，伯恩賽德率波多馬克軍團和超過10萬名北軍與南軍在弗雷德里克斯堡戰役中交鋒，北軍再次慘敗。
儘管無能的麥克萊倫被解除職務，但在安提坦戰役中北軍獲得戰略上的勝利，幫助林肯簽訂解放奴隸宣言，亦阻止南方得到英法兩國的支持，使南方得勝的希望下降了少許，但當時對雙方來說，馬里蘭會戰的影響並不算大。